# Nuxeo (entreprise)
Pour les articles homonymes, voir Nuxeo.
Nuxeo est une entreprise fondée en 2000, devenue éditeur de logiciels libres en 2008, qui publie les solutions de gestion d'informations d'entreprise Nuxeo CPS et Nuxeo EP.
En 2021, ses investisseurs décident de la revendre au groupe Hyland Software, qui avait déjà racheté Alfresco en octobre 2020.

## Organisation de l'entreprise
Nuxeo est une Société par actions simplifiée unipersonnelle (SASU) à la date du 10 novembre 2017. Son président-directeur général est Éric Barroca. Elle emploie environ 150 salariés.

## Historique
Nuxeo est une entreprise fondée en 2000 par Stéphane Fermigier, initialement société de service en logiciels libres, qui est devenue un éditeur de logiciel à partir de 2008. Cette entreprise publie les solutions de gestion de contenu Nuxeo CPS et Nuxeo EP, mais également des outils tels que FunkLoad, pour lesquels elle vend des services professionnels.
Les clients de Nuxeo sont par exemple l'École centrale de Marseille, l'Académie de Martinique, et l'université de Bordeaux.
De 2007 à 2018, la société Nuxeo a reçu plusieurs prix récompensant les éditeurs logiciels à forte croissance,,,,.
En 2021, Nuxeo est revendue par ses investisseurs Kennet Partners et Goldman Sachs à l'entreprise américaine Hyland Software.

## Produits logiciels

### Nuxeo EP
Nuxeo EP (Nuxeo Enterprise Platform) est un logiciel de gestion de contenu d'entreprise libre développé par Nuxeo SAS et une communauté de contributeurs, qui est successeur et remplaçant du logiciel Nuxeo CPS.
Nuxeo EP sert de base à plusieurs produits métiers tels que Nuxeo DM (gestion documentaire) et Nuxeo DAM (gestion électronique de documents).
Le modèle d'affaires de Nuxeo pour l'exploitation Nuxeo EP semble être un modèle de service en ligne de type software as a service.

### Nuxeo CPS (développement arrêté)
Nuxeo CPS (Nuxeo Collaborative Portal Server) est un système de gestion de contenu libre basé sur le serveur d'applications Zope, développé de 2003 à 2006 par la société Nuxeo et une communauté de contributeurs.
En septembre 2006, la société Nuxeo a annoncé son arrêt du développement actif du logiciel Nuxeo CPS, et son passage à une technologie Java EE, baptisée Nuxeo EP (Nuxeo Enterprise Platform), sous licence LGPL.
Le développement de Nuxeo CPS a continué via des développeurs indépendants, et fin avril 2010, Nuxeo a reversé le nom de domaine de Nuxeo CPS à l'AFUL. Son développement semble arrêté depuis 2015, la dernière version annoncée date du 29 novembre 2011.

### Autres produits logiciels
Nuxeo développe également d'autres logiciels destinés à interfacer ses solutions avec celles d'autres éditeurs. Ainsi, à titre d'exemple, Nuxeo Sitecore Connector qui permet aux utilisateurs de Sitecore d'accéder à leurs contenus Nuxeo.

## Données financières
Nuxeo a levé 10 millions de dollars auprès de Kennet Partners en juin 2016, et 20 millions de dollars auprès de l'établissement bancaire Goldman Sachs en septembre 2016.
Au 31 décembre 2016, les bilans publiés de Nuxeo présentent un chiffre d'affaires de 6 093 400 € pour un résultat net de 735 000 €.
Au 31 décembre 2015, les bilans publiés de Nuxeo présentent un chiffre d'affaires de 4 899 800 € pour un résultat net de 342 400 €.